# LaTeX2HTML
LaTeX2HTML — программа для преобразования текста в формате LaTeX в формат HTML, написанная на языке Perl.
LaTeX2HTML позволяет автоматически получать HTML-документы на основе исходного кода, написанного на LaTeX’е. При этом формулы заменяются соответствующими им растровыми изображениями, а текст форматируется с помощью HTML-тегов максимально близко к оригинальной разметке. Программа очень удобна для публикации технической документации и научных трудов в Интернет, для чего, как правило, и используется.
Программа имеет консольный интерфейс, совместима с большинством UNIX‐систем (включая Linux, Solaris, IRIX, Dec Unix, HP-UX, AIX), а также Microsoft Windows 4.x и Windows NT.
С некоторого времени существует альтернатива LaTeX2HTML — пакет TeX4ht, кроме прочего, поддерживающий MathML.